# Lüshui, Hubei
Lüshui (kinesiska: 绿水) är en köping i Kina. Den ligger i provinsen Hubei, i den centrala delen av landet, omkring 500 kilometer väster om provinshuvudstaden Wuhan. Antalet invånare är 17325. Befolkningen består av 8 663 kvinnor och 8 662 män. Barn under 15 år utgör 22,0 %, vuxna 15-64 år 68 %, och äldre över 65 år 8,0 %.
Genomsnittlig årsnederbörd är 1 681 millimeter. Den regnigaste månaden är maj, med i genomsnitt 292 mm nederbörd, och den torraste är december, med 20 mm nederbörd.